# 拉法莱德
拉法莱德（法語：La Farlède，法語發音：[la faʁlɛd]）是法国普罗旺斯-阿尔卑斯-蓝色海岸大区瓦尔省的一个市镇，位于该省南部偏西，属于土伦区。

## 地理
拉法莱德（43°10'4"N, 6°2'35"E）面积8.31 平方千米，位于法国普罗旺斯-阿尔卑斯-蓝色海岸大区瓦尔省，该省份为法国东南部沿海省份，北起上普罗旺斯阿尔卑斯省，西北角与沃克吕兹省接壤，西接罗讷河口省，南濒地中海，东临滨海阿尔卑斯省。
与拉法莱德接壤的市镇（或旧市镇、城区）包括：拉克罗、拉加爾德、索列斯城、瓦尔省拉瓦莱特。

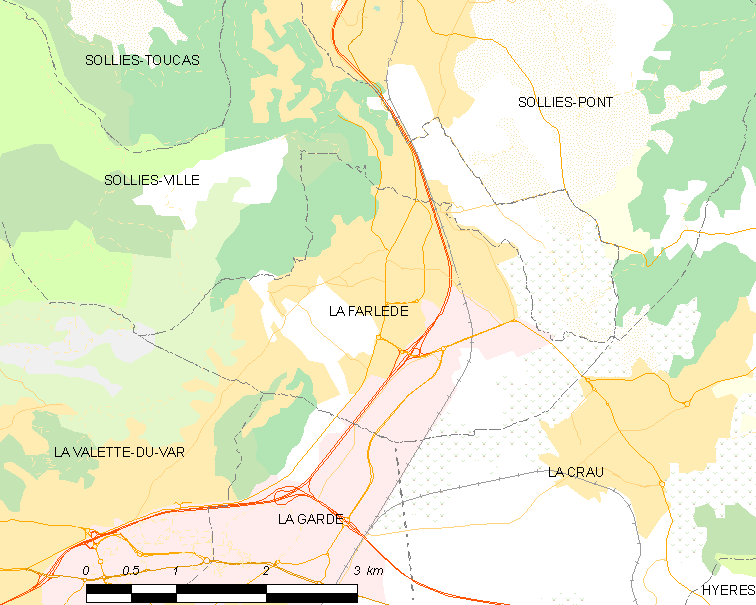
拉法莱德的OSM定位图

拉法莱德的时区为UTC+01:00、UTC+02:00（夏令时）。

## 行政
拉法莱德的邮政编码为83210，INSEE市镇编码为83054。

## 政治
拉法莱德所属的省级选区为索列斯蓬县。

## 人口

1962-2008年间拉法莱德人口变化图示

拉法莱德于2022年1月1日时的人口数量为9745人。